# Caponia chelifera
Caponia chelifera là một loài nhện trong họ Caponiidae.
Loài này thuộc chi Caponia. Caponia chelifera được Lessert miêu tả năm 1936.